# 2021 aux États-Unis
Chronologie des États-Unis
- 2017
- 2018
- 2019
- 2020
- 2021
- 2022
- 2023
- 2024
- 2025

 2019 par pays en Amérique — 2020 par pays en Amérique — 2021 par pays en Amérique — 2022 par pays en Amérique — 2023 par pays en Amérique
Cette page concerne des événements qui se sont produits durant l'année 2021 du calendrier grégorien aux États-Unis.

## Événements

### Janvier
- 5 janvier et 6 janvier : Manifestations de janvier 2021 à Washington, interruption violente de la séance de certification par le Congrès de la victoire de Joe Biden à l'élection présidentielle américaine de 2020, provoquant 5 morts, plusieurs dizaines de blessés, et plus d'une centaine d'inculpations dont certaines en lien avec des projets d'enlèvements et d'assassinats d'élus démocrates ou républicains non-trumpistes.
- 13 janvier : la seconde procédure de destitution de Donald Trump est lancée.
- 17 janvier : premier tir réussi du LauncherOne depuis un Boeing 747.
- 20 janvier : 
  - investiture du 46e président Joe Biden succédant à Donald Trump, et du 49e vice-président Kamala Harris qui succède à Mike Pence ; Harris devient à la fois la première personne noire, la première personne d'origine sud-asiatique et la première femme vice-présidente.
  - Les États-Unis réintègrent l' Accord de Paris sur le climat.

### Février
- 2 février :
  - Fusillade de Muskogee. Un homme armé ouvre le feu sur une maison à Muskogee, dans l'Oklahoma. Six personnes tuées, dont cinq enfants, et une femme gravement blessée.
  - Fusillade de Sunrise. Fusillade entre un homme armé et plusieurs agents du Federal Bureau of Investigation (FBI) dans un complexe d'appartements à Sunrise, en Floride. Deux agents du FBI sont tués et trois autres blessés. Le tireur, qui faisait l'objet d'un mandat, est retrouvé mort. Cette fusillade est l'une des plus meurtrières de l'histoire du FBI.
- 7 février : 55e Super Bowl au Raymond James Stadium dans la ville de Tampa en Floride.
- 12 février : Aux États-Unis la seconde procédure de destitution de Donald Trump pour « incitation à l'insurrection » se déroule devant le Sénat au Capitole, Donald Trump est finalement acquitté le 13 février suivant, 57 sénateurs ayant voté pour la culpabilité, et 43 contre, alors que 67 voix étaient nécessaires[1].
- 18 février : la mission spatiale de la NASA Mars 2020, qui comprend l'astromobile Perseverance et l'hélicoptère Ingenuity, se pose avec succès sur Mars.
- 22 février : La Virginie devient le premier Etat sudiste des Etats-Unis à supprimer la peine de mort. Les démocrates, majoritaires dans les deux chambres depuis 2019, ont voté définitivement en faveur de cette suppression avec le soutien d’une élue républicaine au Sénat et de deux autres à la Chambre de l’Etat. Le gouverneur démocrate de Virginie, Ralph Northam, s’est engagé de longue date à signer tout projet de loi en ce sens qui serait adopté par le Congrès local.

### Mars
- 8 mars : procès du policier impliqué dans la mort de George Floyd.
- 14 mars : 63e cérémonie des Grammy Awards.
- 16 mars : Robert Aaron Long, 21 ans, a reconnu être à l’origine des fusillades qui ont fait huit morts, dont six femmes d’origine asiatique, dans trois salons de massage de la région d’Atlanta.
- 18-19 mars : discussions sino-américaines d'Alaska.
- 22 mars : fusillade de Boulder au Colorado.
- 24 mars : La Virginie est le 23e État américain à abolir la peine de mort. Une décision symbolique à de nombreux égards, dans cet ancien territoire confédéré marqué par l’esclavage et les lois ségrégationnistes[2].

### Avril
- 7 avril : fusillade de Rock Hill en Caroline du Sud.
- 11 avril : homicide de Daunte Wright.
- 15 avril : fusillade à Indianapolis.
- 20 avril : le policier américain Derek Chauvin est reconnu coupable du meurtre de George Floyd, qui avait relancé le mouvement Black Lives Matter.
- 24 avril : Joe Biden reconnaît le génocide arménien. C'est le premier président américain à le faire[3].
- 25 avril : 93e cérémonie des Oscars.

### Mai
- 1er mai : les États-Unis commencent officiellement à retirer leurs troupes d'Afghanistan pour marquer la phase finale et mettre fin à leur plus longue guerre. En outre, l'OTAN a également commencé à retirer ses troupes[4].
- 9 mai : fusillade de Colorado Springs (Colorado), lors d'une fête d'anniversaire. Sept personnes sont tuées, dont le tireur qui se suicide.
- 14 mai : en Caroline du sud, une nouvelle loi, signée, fait de la chaise électrique le premier choix d’un condamné à mort à la place de l’injection létale et autorise la formation d’un peloton d’exécution, qui devient la seconde option[5].
- 22 mai a 20 juillet : Playoffs NBA 2021.
- 30 mai : fusillade de Hialeah en Floride.

### Juin
- 2 juin : La NASA annonce la sélection de deux nouvelles missions vers Vénus, VERITAS et DAVINCI, qui seront lancées entre 2028 et 2030. Il s'agira du premier vaisseau spatial américain envoyé sur Vénus depuis la mission Magellan en 1989. Les missions se concentreront sur la cartographie de la surface de Vénus. et calculer la composition de l'atmosphère pour mieux comprendre l'histoire géologique de Vénus[6].
- 24 juin : effondrement d'un immeuble de Surfside en Floride.
- juin-juillet : canicule dans l'Ouest.

### Juillet
- 6 juillet au 20 juillet : Finales NBA.
- 11 juillet : une série de manifestations, contre le parti communiste cubain au pouvoir et son premier secrétaire, Miguel Díaz-Canel a lieu en masse dans le pays et en Floride aux États-Unis.
- 13 juillet : début du Dixie Fire, grand incendie en Californie.

### Août
- 29 août : l'ouragan Ida frappe la Louisiane et d'autres États, causant plusieurs morts et d'importants dégâts.
- 30 août : fin du retrait des troupes américaines d'Afghanistan.
- 30 août au 12 septembre : 138e édition de l'US Open de tennis

### Septembre
- 14 septembre : élection gouvernorale révocatoire en Californie.
- 24 septembre au 26 septembre : 43e édition de la Ryder Cup

### Octobre
- Striketober

### Novembre
- 2 novembre : élections dans plusieurs États.
- 5 novembre : une bousculade fait 8 morts au cours d'un festival de musique à  Houston (Texas).
- 8 novembre : ouverture de la frontière terrestre américaine pour les personnes complètement vaccinées contre le COVID-19. Cela met fin à la fermeture qui aura duré plus de 20 mois.
- 19 novembre : durant une hospitalisation de Joe Biden pour des examens sous anesthésie, la fonction de président est transférée à sa vice-présidente Kamala Harris, faisant d'elle techniquement la première femme présidente des États-Unis durant moins de 2 heures.
- 21 novembre :  une attaque à la voiture-bélier lors d'un défilé de Noël fait cinq morts à Waukesha (Wisconsin).
- 30 novembre : fusillade du lycée d'Oxford dans le Michigan.

### Décembre
- 11 décembre : plusieurs États du Midwest et du Sud sont touchés par une éruption de tornades qui font de nombreuses victimes.